# Schlesische Medizinische Universität Katowice

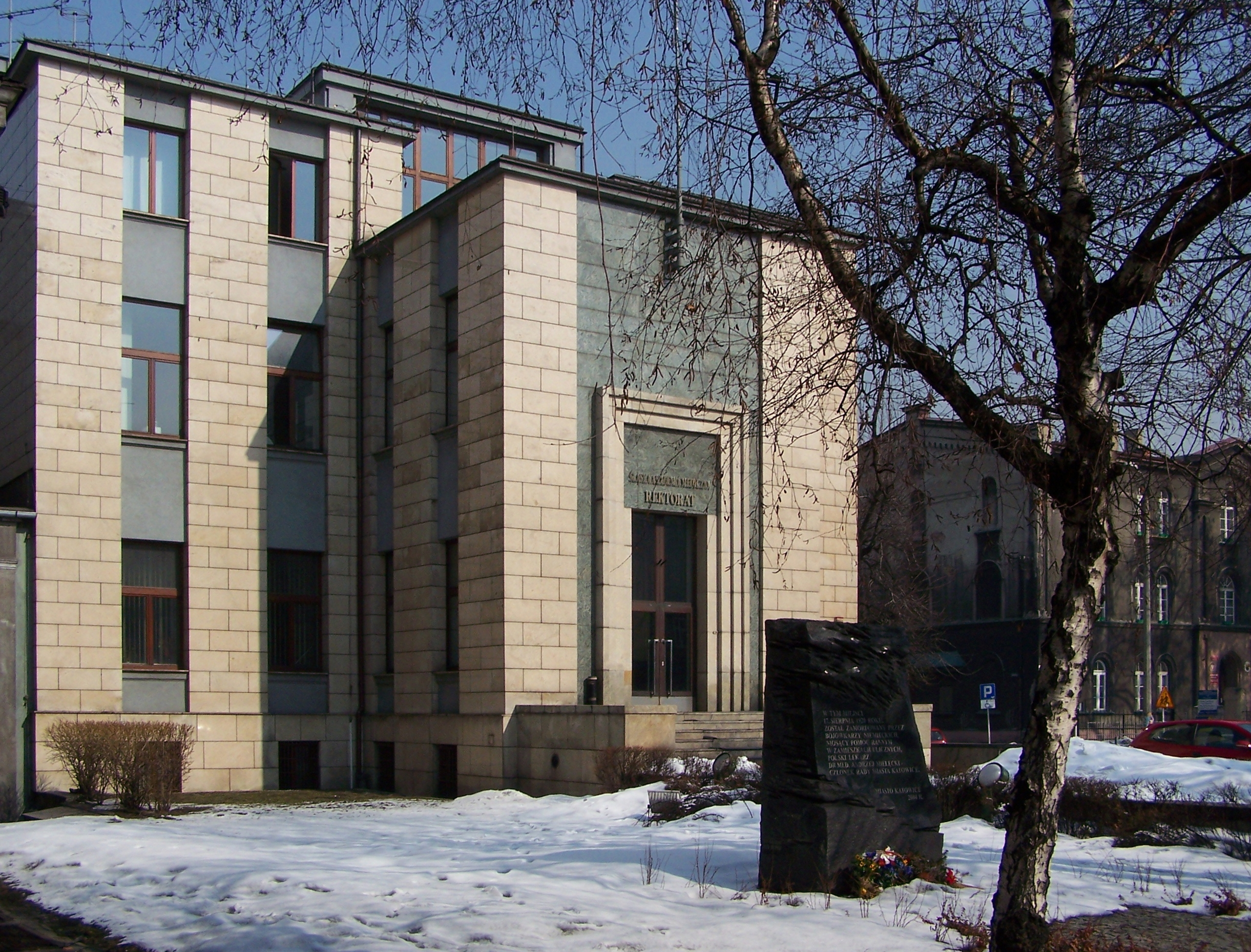
Die Medizinische Universität Schlesiens

Die Schlesische Medizinische Universität Katowice (polnisch: Śląski Uniwersytet Medyczny w Katowicach, kurz ŚUM; bis 2007 Śląska Akademia Medyczna im. Ludwika Waryńskiego w Katowicach, Schlesische Medizinische Akademie 'Ludwik Waryński' Katowice) entstand 1948 in Rokitnica Bytomska. Der heutige Sitz der Universität befindet sich in der polnischen Stadt Katowice. Von 1996 bis 1999 war der Herzchirurg und spätere polnische Gesundheitsminister Zbigniew Religa Rektor der Universität.
Sie umfasst folgende Institute:
- Humanmedizin
- Zahnmedizin
- Pharmakologie
- Analytische Medizin